# Dendrobium laurifolium
Dendrobium laurifolium är en orkidéart som först beskrevs av Friedrich Fritz Wilhelm Ludwig Kraenzlin, och fick sitt nu gällande namn av Johannes Jacobus Smith. Dendrobium laurifolium ingår i släktet Dendrobium, och familjen orkidéer. Inga underarter finns listade i Catalogue of Life.